# Rock islandais
 (décembre 2023).
Si vous disposez d'ouvrages ou d'articles de référence ou si vous connaissez des sites web de qualité traitant du thème abordé ici, merci de compléter l'article en donnant les références utiles à sa vérifiabilité et en les liant à la section « Notes et références ».
Le rock islandais désigne le rock interprété par des groupes et artistes islandais.

## Histoire

### Années 1950–1960
Le rock pénètre au milieu en 1956 en Islande ; années 1950, comme dans la plupart des pays du monde. La popularité du genre augmente lentement pour atteindre un sommet avec la tournée de Tony Crombie and His Rockets en mai 1957. Quelques groupes islandais émergent alors dont City, Disco et Lúdó.
De 1930 jusqu'au milieu des années 1980, la diffusion de la radio était sous monopole d'État contrôlée par une « élite culturelle » peu portée sur le rock qui n'est donc que peu diffusé. Mais malgré cette situation, l'Islande n'est pas complètement isolée du reste du monde. Les équipages des bateaux de pêches et des avions pouvaient rapporter des enregistrements de rock d'Amérique, du Royaume-Uni ou d'Allemagne. De plus, l'US Navy basée à Keflavík possède une radio émettant pour ses troupes qui jouent principalement du rock. Celle-ci devient très populaire en Islande et garde un rôle important pour le rock jusqu'au milieu des années 1970.
L'invasion britannique portée par la « Beatlesmania » arrive en Islande en 1964. Elle engendre des groupes locaux comme Hljómar (de Keflavík) et Dátar (de Reykjavik), suivis plus tard d'autres groupes comme Flowers ou Bendix. En 1969 commence une période où les groupes islandais chantent en anglais avec des groupes comme Trúbrot, Náttúra et Pelikan. Entre 1973 et 1979 la scène rock de Reykjavík est dominée par le rock progressif et le funk, avec des groupes comme Eik et Cabaret.

### Années 1970–1990
Du milieu à la fin des années 1970, l'Islande est marquée par l'ascension de Gunnar Þórðarson et Magnús Eiríksson qui revitalisent le rock islandais en lui apportant un style national distinctif. Une vague de punk provenant de Reykjavik apparaît en 1981 qui remplace temporairement le rock traditionnel comme le rock l'avait fait pour le jazz au début des années 1960. Les groupes principaux de cette période sont Grafík, KUKL et Tobmobile ainsi que les punks de The Sugarcubes comprenant Björk.
La fin du siècle est marquée par certains groupes attirant l'attention internationale comme Quarashi avec son mélange de rap et de rock, le hard rock du groupe Mínus et la musique planante de Sigur Rós. Le groupe Salin est aussi un groupe important de la scène rock islandaise. C'est au festival rock de Roskilde, au Danemark, que Brúðarbandið s'est fait connaître. D'autres groupes des années 1990 comprennent Dikta, Maus et Botnleðja.

### Années 2000–2010
Dans les années 2000-2010 émergent des groupes comme Agent Fresco, Sudden Weather Change, Singapore Sling, Jakobínarína, Of Monsters and Men, et Hórmónar.